# Paronychia camphorosmoides
Paronychia camphorosmoides är en nejlikväxtart som beskrevs av Jacques Cambessèdes. Paronychia camphorosmoides ingår i släktet prasselörter, och familjen nejlikväxter. Inga underarter finns listade i Catalogue of Life.